# Birhanu Legese Gurmesa

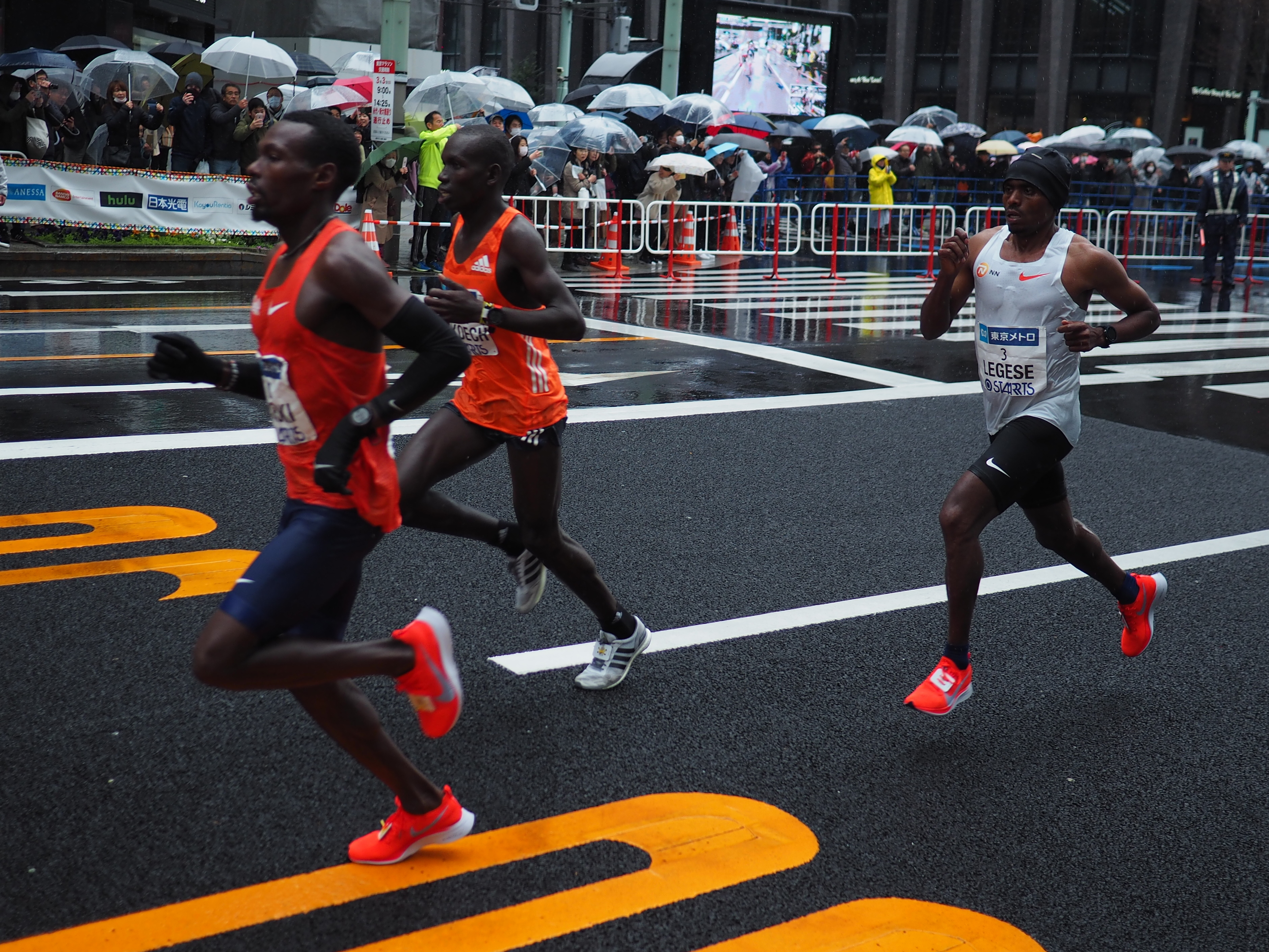
Legese, de color blanc a la dreta de la imatge, durant la marató de Tòquio de 2019.

Birhanu Legese Gurmesa (Waliso, Oròmia, 11 de setembre de 1994) és un atleta i corredor de fons etíop.
Nascut i criat a Woliso, a uns 100 km al sud-oest d'Addis Abeba, Birhanu Legese va començar com a velocista, guanyant títols en 100 metres i 200 metres.
El 2012 va córrer curses de 10 quilòmetres, i va quedar segon a la Great Ethiopian Run i, en el seu debut internacional, va guanyar la Corrida de Houilles a França.
El 2013, amb 18 anys va acabar segon als 10 km a Taroudant, al Marroc amb un temps de 27:34, el tercer temps de 10 km en carretera més ràpid del món el 2013.
El 2015, Legese va aconseguir la victòria a la Mitja Marató de Berlín (59:45) abans de guanyar la Mitja Marató de Delhi en un temps de 59:20, el tercer temps més ràpid del món aquell any.
També va guanyar la Mitja Marató de Ras Al Khaimah als Emirats Àrabs Units el 2016 (1:00:40), i a Nova Delhi novament el 2017 (59:46).
El gener de 2018, Legese va fer el seu debut en marató a la Marató de Dubai, acabant sisè amb un temps de 2:04:15.
El març de 2019, amb 24 anys va aconseguir la seva victòria més gran fins a aquest moment guanyant la seva primera marató a la Marató de Tòquio amb un marge de dos minuts, marcant 2:04:48 malgrat les condicions de fred i pluja. Al setembre d'aquell any, Legese va acabar segon a la Marató de Berlín amb un temps de 2:02:48 per passar al tercer lloc de la llista mundial de tots els temps, només darrere d'Eliud Kipchoge i Kenenisa Bekele.
Va defensar amb èxit el seu títol a la Marató de Tòquio 2020 guanyant la cursa amb un temps de 2:04:15.